# Ferrovie del Nord Barese
Le Ferrovie del Nord Barese (già Ferrovie Bari-Nord) sono un insieme di relazioni ferroviarie a carattere urbano e regionale gestite dalla società Ferrotramviaria che si diramano dal capoluogo pugliese, con un bacino di utenza di circa 700 000 abitanti, sfruttando infrastrutture gestite dalla medesima società. La ferrovie collegano i comuni di Bitonto, Terlizzi, Ruvo di Puglia, Corato, Andria e Barletta. Inoltre, le ferrovie hanno un collegamento diretto da Bari e le città sopracitate, con l'Aeroporto di Bari-Palese.

## Relazioni e servizi
L'insieme di servizi svolti da Ferrotramviaria si struttura su quattro differenti relazioni ferroviarie:
- linea FR 1 - treni regionali sulla ferrovia Bari-Barletta, via Macchie e Palese
- linea FR 2 - treni regionali sulla ferrovia Bari-Barletta che transitano presso l'aeroporto e il quartiere Europa
- linea FM 1 - treni metropolitani che percorrono la linea Bari-San Paolo
- linea FM 2 - treni metropolitani Bari-Aeroporto-Bitonto

La relazione FR 1 corrisponde al servizio ferroviario storicamente consolidato sulla linea principale della rete sociale, di cui è in atto il raddoppio del binario e che attraversa il territorio dei comuni di Bari, Bitonto, Terlizzi, Ruvo di Puglia, Corato, Andria e Barletta.
La stessa nel 2013 si arricchì di una diramazione al servizio dell'aeroporto di Bari Palese. Questa, i cui lavori furono appaltati nel 2008 ha inizio alla progressiva 6+050 della linea storica e prosegue lungo la tangenziale di Bari per poi dirigersi verso viale Europa con la relativa fermata in galleria, in trincea; l'aeroporto è raggiunto mediante una seconda fermata posta in galleria, alle spalle di un parcheggio multipiano. Proseguendo in direzione di Bitonto, il binario si riallaccia al percorso preesistente al km 14+865. Inaugurato il 20 luglio 2013, il nuovo collegamento con il Karol Wojtyła, ha rappresentato l'occasione per la stipula di alcuni accordi commerciali fra Ferrotramviaria, Trenitalia e le Ferrovie Appulo Lucane (FAL).

## Rotabili impiegati

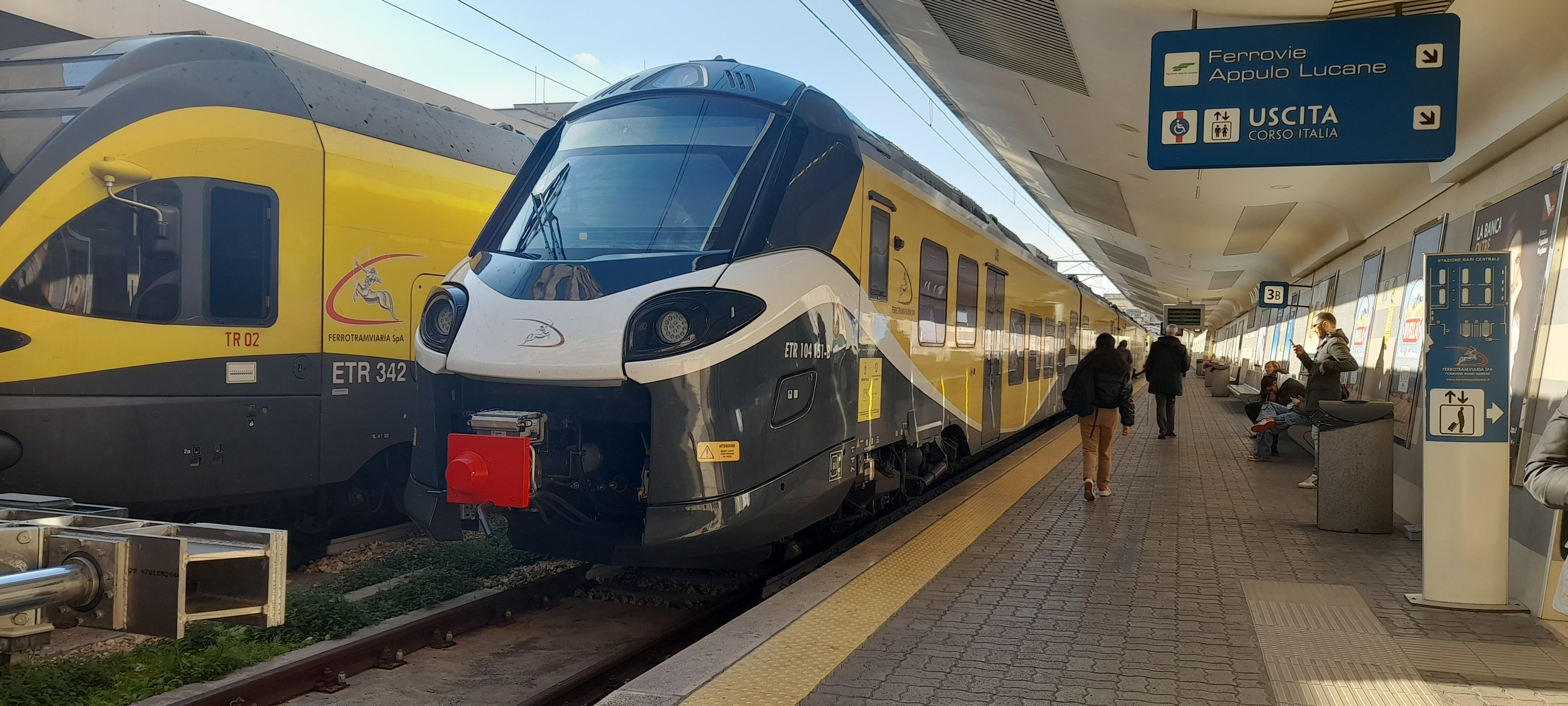
Alstom Coradia "Pop", usato nelle linee regionali

Ferrotramviaria dispone di un parco rotabili relativamente omogeneo e specializzato per relazioni passeggeri vicinali. Per i servizi urbani e suburbani FM 1 e FM 2 sono utilizzati prevalentemente elettrotreni Alstom Coradia e Stadler FLIRT ETR 431 e 342, mentre i collegamenti regionali vedono l'impiego anche di CAF Civity e Alstom Coradia "Pop"

### In passato
Ormai in disuso le meno moderne elettromotrici Stanga-TIBB e Firema E 126, e le carrozze per medie distanze numerate nB 01-04.